# 产品生命周期
产品生命周期（英語：Product lifecycle，縮寫：PLC）是产品的市场寿命，即一种新产品从开始进入市场到被市场淘汰的整个过程。美國經濟學者雷蒙德·弗农（Raymond Vernon）认为：产品生命是指市上的营销生命，产品和人的生命一样，要经历形成、成长、成熟、衰退这样的周期。就产品而言，也就是要经历一个开发、引进、成长、成熟、衰退的阶段。而这个周期在不同的技术水平的国家里，发生的时间和过程是不一样的，期间存在一个较大的差距和时差，正是这一时差，表现为不同国家在技术上的差距，它反映了同一产品在不同国家市场上的竞争地位的差异，从而决定了国际贸易和国际投资的变化。

## 新創期
引入期是指产品从设计產出直到投入市场进入测试阶段。新产品投入市场，便进入介绍期。此时产品品种少，顾客对产品还不了解，除少数追求新奇的顾客外，几乎无人实际购买该产品。生产者为了扩大销路，不得不投入大量的促销费用，对产品进行宣传推广。该阶段由于生产技术方面的限制，产品生产批量小，制造成本高，广告费用大，产品销售价格偏高，销售量极为有限，企业通常不能获利，反而可能亏损，且根據調查，引用期消費者的評論往往是其他消費者決定購買前的意見參考，因此，須格外關注並針對其負面評價作妥適處理，以建立良好的產品口碑與品牌形象。

## 成长期
当产品进入引入期，销售取得成功之后，便进入成长期。成长期是指产品通过试销效果良好，购买者逐渐接受该产品，产品在市场上站住脚并且打开销路。这是需求增长阶段，需求量和销售额迅速上升。生产成本大幅度下降，利润迅速增长。与此同时，竞争者看到有利可图，将纷纷进入市场参与竞争，使同类产品供给量增加，价格随之下跌，企业利润增长速度逐步减慢，最后达到生命周期利润的最高点。

## 成熟期
指产品走入大批量生产并稳定地进入市场销售，经过成长期之后，随着购买产品的人数增多，市场需求趋于饱和。此时，产品普及并日趋标准化，成本低而产量大。销售增长速度缓慢直至转而下降，由于竞争的加剧，导致同类产品生产企之间不得不加大在產品品質、花色、规格、包装服务等方面加大投入，在一定程度上增加成本。

## 衰退期
指产品进入淘汰阶段。随着科技的发展以及消费习惯的改变等原因，产品的销售量和利润持续下降，产品在市场上已经老化，不能适应市场需求，市场上已经有其它性能更好、价格更低的新产品，足以满足消费者的需求。此时成本较高的企业就会由于无利可图而陆续停止生产，该类产品的生命周期也就陆续结束，以至最后完全撤出市场。

## 外部連結
- Microsoft Lifecycle Policy （页面存档备份，存于）